# 30936 Basra
30936 Basra este o planetă minoră (asteroid) din centura de asteroizi. A fost descoperită pe 16 ianuarie 1994 la Caussols de Eric Walter Elst. 
Obiectul prezintă o orbită caracterizată de o semiaxă mare de 2,6804402 UAi, o excentricitate de 0,13, o înclinație de 12,79145 ° în raport cu ecliptica.